# Santi Muratori
Santi Muratori (Ravenna, 16 settembre 1874 – Ravenna, 30 dicembre 1943) è stato un bibliotecario italiano.

## Biografia
Nato in una famiglia modesta, frequentò prima gli studi classici poi l'università di Bologna dove conseguì la laurea in lettere. In seguito si dedicò all'insegnamento in diverse città, per poi diventare docente di lettere al ginnasio di Ravenna.
Massone, fu affiliato Maestro nella Loggia Dante Alighieri di Ravenna il 16 marzo 1903.
Nel 1914 assunse la direzione della biblioteca Classense, a cui dedicò quasi trent'anni della sua vita.
Scrisse molte pubblicazioni, per la maggior parte aventi come soggetto la storia della sua città e lo studio delle opere di Dante Alighieri. Ebbe un costante rapporto di collaborazione con Corrado Ricci, basato sulla comune passione per la ricerca ravennate.
Morì in un'abitazione di via Paolo Costa a Ravenna durante la seconda guerra mondiale.

## Opere
- I tempi: la vita e l'opera letteraria di Jacopo Landoni, 1772-1855 (1907)
- I sarcofagi Ravennati di San Rainaldo, di S. Barbaziano e del Beato Pietro Peccatore e le ultime ricognizioni (1908)
- Attorno ai monumenti di Ravenna (1910)
- Fra pergamene e paleografi (1918)
- L'Italia irredenta alla tomba di Dante (1919)
- La pineta di Ravenna e le sue ultime vicende (1920)
- La chiesa dei funerali di Dante San Francesco in Ravenna (1921)
- Per le fonti della storia dell'arte ravennate (1922)
- Antiche notizie archeologiche: gli scavi di sant'Andrea (1825) (1928)
- La Chiesa della Madonna del Torrione (1928)
- La Basilica di S. Giovanni Battista in Ravenna: (appunti di storia e d'arte) (1929)
- Corrado Ricci: la vita e le opere (1935)
- Il Carteggio (1935)
- I mosaici ravennati della Chiesa di S. Vitale (1942)